# Macrobiotus tridigitus
Macrobiotus tridigitus är en djurart som tillhör fylumet trögkrypare, och som beskrevs av Schuster 1983. Macrobiotus tridigitus ingår i släktet Macrobiotus och familjen Macrobiotidae. Inga underarter finns listade i Catalogue of Life.